# Dichocrocis rigidalis
Dichocrocis rigidalis là một loài bướm đêm trong họ Crambidae.